# 대한민국 형법 제84조
대한민국 형법 제84조는 형기의 기산에 대한 형법총칙의 조문이다.

## 조문
제84조(형기의 기산) ① 형기는 판결이 확정된 날로부터 기산한다.
②징역, 금고, 구류와 유치에 있어서는 구속되지 아니한 일수는 형기에 산입하지 아니한다.
第84條(刑期의 起算) ① 刑期는 判決이 確定된 날로부터 起算한다.
②懲役, 禁錮, 拘留와 留置에 있어서는 拘束되지 아니한 日數는 刑期에 算入하지 아니한다.

## 참고 문헌
- 신이철, 형법총론, 경찰승진연구회, 2005. ISBN 9788988777886
- 조현욱, 형법총론강의, 진원사, 2008 ISBN 9788990904621
- 손동권, 형법총론, 栗谷出版社, 2011. ISBN 9788991830936